# Germaine Abessolo Bivina
Germaine Abessolo Bivina (Camerún, 9 de mayo de 1990) es una atleta camerunesa, especialista en la prueba de 200 m, en la que logró ser subcampeona africana en 2018

## Carrera deportiva
En el Campeonato Africano de Atletismo de 2018 celebrado en Asaba (Nigeria) ganó la medalla de plata en los 200 metros, con un tiempo de 23.36 segundos, tras la marfileña Marie-Josée Ta Lou (oro con 22.50 segundos) y por delante de la ghanesa Janet Amponsah (23.38 segundos).